# 천안 노은정
천안 노은정(天安 老隱亭)은 대한민국 충청남도 천안시 동남구 병천면 도원리에 있는, 노은 김상기가 학문 연마와 후배양성을 위해 숙종 15년(1689)에 지은 정자이다. 1997년 8월 5일 충청남도의 문화재자료 제355호로 지정되었다.

## 개요
노은정은 노은 김상기가 학문 연마와 후배양성을 위해 숙종 15년(1689)에 지은 정자이다. 김상기는 호를 노은이라 하였는데 이는 도원리의 옛 마을이름인 노은동(老隱洞)에서 딴 것이다.
철종 4년(1853)에 처음 고친 후 여러 차례 보수하였다. 건물은 화강암 위에 앞면·옆면 2칸 규모로 세웠고 마루는 우물마루를 깔았다. 정자의 각 기둥에는 수침을 막는 돌기 등을 사용해 안전을 도모했다.
노은정은 천안시에서 가장 오래된 정자이며, 300년 전 우리나라의 전통 건축 양식을 보여주는 건물로서 주위경관 또한 아름다워 '도원 8경'의 하나로 전하고 있다.

## 참고 문헌
- 천안 노은정 - 국가유산청 국가유산포털